# Karitéboter

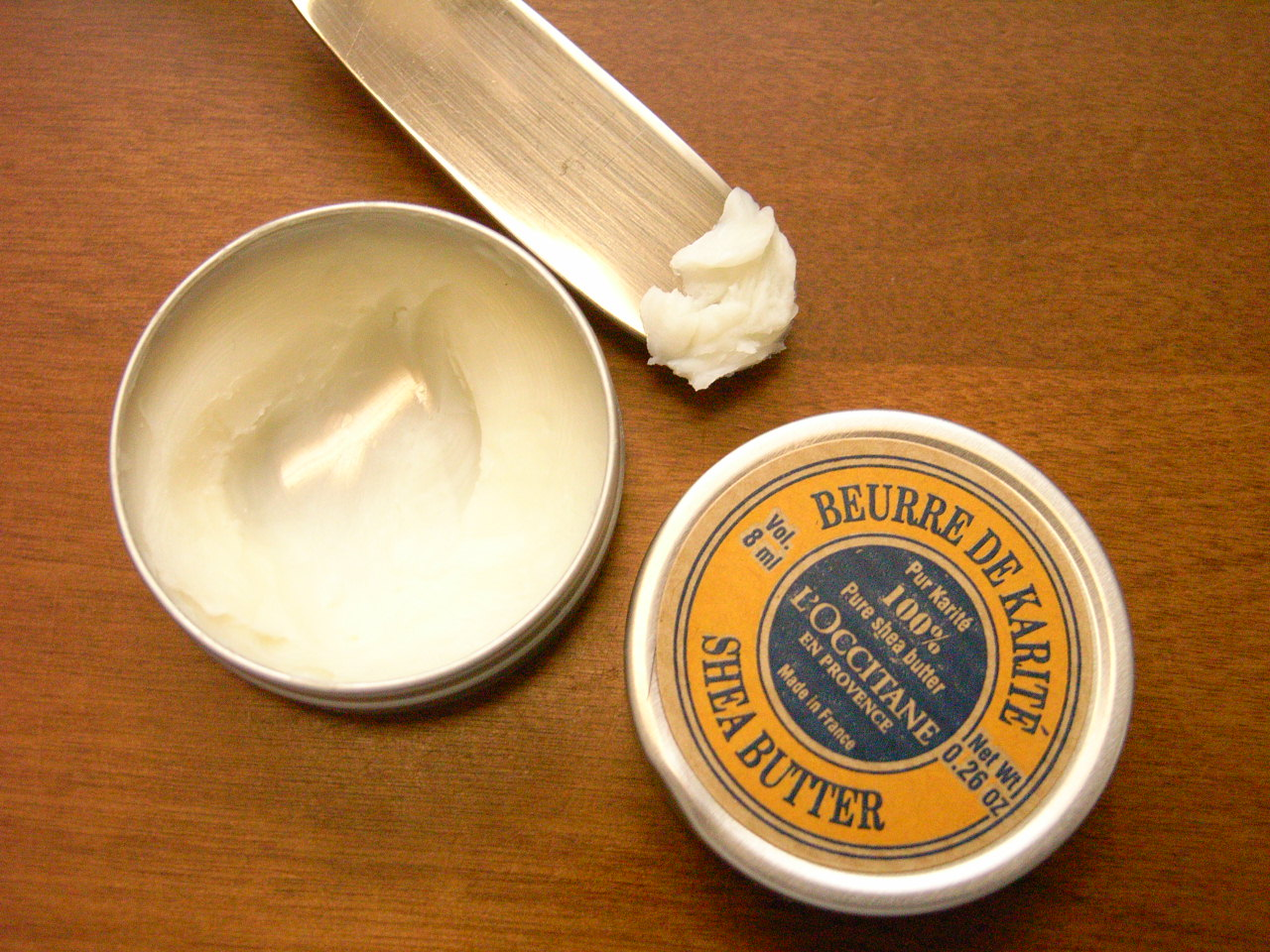
Zuivere karitéboter, toegepast als cosmetica

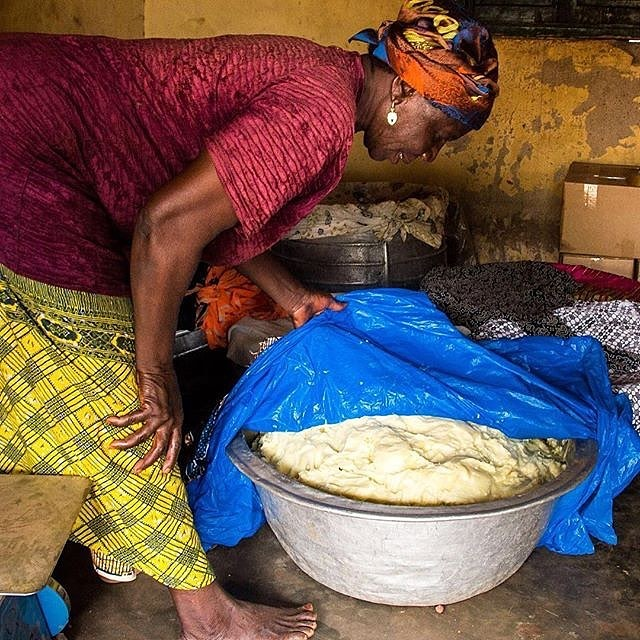
Een Nigeriaanse vrouw bereidt karitéboter

Karitéboter, ook wel sheaboter of sheavet (van het Engelse Shea butter), is een plantaardig vet dat gewonnen wordt uit kariténoten, de vrucht van de Afrikaanse karitéboom (Vitellaria paradoxa). In Afrika spreekt men soms van galamboter. In onbewerkte vorm is het vet meestal ivoorkleurig, en de meer bewerkte vormen hebben een witte kleur. 

## Toepassingen
Karitéboter wordt veel verwerkt in cosmetica zoals in vochtinbrengende crèmes, zalven of lotions. Verder wordt het gebruikt als spijsolie, en als ingrediënt in zeep en medicijnen.
Volgens Europese regelgeving mag het ook aan chocolade worden toegevoegd, als vervanging van cacaoboter. Er moet dan op de verpakking vermeld staan: "bevat naast cacaoboter ook andere plantaardige vetten." Het kan ook in margarine worden toegepast.
Het vet heeft een relatief hoog gehalte aan verzadigde vetten, 49% van alle vetten.

## Bereiding
Voor de bereiding van dit vet worden de noten ontdaan van het vruchtvlees en op verschillende manieren gedroogd en geplet. Na verwijdering van het omhulsel worden de zaadkernen verhit en tot een vettige massa vermalen. Ten slotte wordt hier water aan toegevoegd, wat gevolgd wordt door een tijdrovend handmatig karwei, namelijk het scheiden van alle ongewenste bestanddelen van het vet. De op deze wijze gewonnen boter is vettig en talkachtig en heeft een bijna witte, licht geelachtige, ivoorkleurige of geelachtig groene kleur en een eigenaardige geur. 